# Société philomathique de Verdun
La Société philomathique de Verdun est une société savante française. Elle a pour but la promotion de l'histoire locale et de la culture en général.
Elle a pour devise « Le partage du savoir ».
Créée en 1822, elle est la plus ancienne association meusienne ayant conservé son nom d'origine et toujours active aujourd'hui. 
Elle a été déclarée d'utilité publique en 1860.

## Histoire de la Société

### Les origines
La Société philomathique de Verdun a été fondée le 1er août 1822 par Hubert Lucas (1799-1850), professeur de sciences naturelles au collège de Verdun.
« Verdun participe ainsi à un vaste mouvement intellectuel qui, sous la Restauration (1814-1830) se manifeste par la reconstitution des académies provinciales dissoutes sous la Révolution et la création dans les villes de taille moyenne, voire modestes, des sociétés à "curiosités multiples" »
À cette date, elle a pour but :
« [...] l'étude des sciences naturelles, physiques et chimiques et de leur application aux arts. » Quelques années plus tard, en 1840, le règlement de la Société indique dans son article Ier un but plus large :
« [...] l'étude des lettres, et celles des sciences naturelles, physiques et mathématiques, leur application aux arts, la recherche, la description des antiquités, les progrès du commerce, de l'industrie, des arts, de l'agriculture ; en général, tout ce qui peut offrir de l'intérêt et de l'utilité. »
La Société est administrée par un président, un vice-président, un secrétaire-trésorier et trois commissaires. Elle se réunit les 2 et 16 de chaque mois.
Les membres fondateurs sont au nombre de vingt sous la présidence de Nicolas Desgodins, maire de Verdun entre 1822 et 1830. 
Le secrétaire-trésorier est François Clouët, conservateur de la bibliothèque publique de Verdun, conseiller municipal et amateur de numismatique.
Les vingt membres fondateurs sont :
1. Bizet, négociant, juge au tribunal de commerce
2. Cavaré, docteur en médecine
3. Collin, négociant et naturaliste
4. Devaux, secrétaire à la mairie (commissaire)
5. Didry, artiste vétérinaire[6]
6. Doisy, passementier, naturaliste (commissaire)
7. Gauthier, capitaine du Génie
8. Gouraux, capitaine du Génie (commissaire)
9. Humbert, contrôleur des contributions, botaniste
10. Lucas H., amateur d'histoire naturelle
11. Mareschal, négociant, conseiller municipal, juge au tribunal de commerce
12. Martin, professeur de mathématiques au collège de Verdun
13. Maucourt, pharmacien
14. Neucourt L., pharmacien
15. Newenham, amateur anglais d'histoire naturelle
16. Nicolas, armurier breveté
17. Remy, principal du collège de Verdun
18. Sirejean, pharmacien, conseiller municipal (vice-président)
19. Thiébaut, lieutenant-colonel du Génie
20. Tristan, pharmacien

La Société n'est composée que de vingt membres titulaires au maximum qui ont pour obligation de résider à Verdun et d'un nombre indéterminé de correspondants. En 1840, le nombre de titulaires est passé à trente-six. En cas de déménagement d'un titulaire hors de Verdun celui-ci devient de droit correspondant.
En cas de place vacante, l'admission d'un membre à la Société philomathique se fait par cooptation. L'impétrant est présenté par un membre et doit recueillir l'unanimité des voix.
En 1822, la Société philomathique de Verdun se réunit dans un local de trois pièces situé dans le collège de la ville et attenant à la bibliothèque publique. Les ouvrages et brochures qu'elle achète ou reçoit, viennent grossir les collections de la bibliothèque publique.
Très vite, Hubert Lucas est mis à la tête des collections : des animaux, des minéraux et des squelettes. En 1863, Félix Liénard, emblématique secrétaire de la Société dénombrait 13 000 pièces dont 900 oiseaux, 2 000 mollusques, 148 mammifères…
Au fil du temps les objectifs incluent : « La sauvegarde des monuments et du patrimoine architectural contre le vandalisme destructeur et aussi … restaurateur ; la constitution de collections d’objets anciens et de minéraux pour créer un musée ; la publication régulière de ses travaux avec la création d’une revue. »

### Anciens membres
- Nicolas-Amand Buvignier : membre titulaire en 1833, vice-président en 1840[8], président en 1843[9]
- Félix Liénard : membre titulaire en 1835, vice-secrétaire en 1845 et 1848, vice-président en 1849, président en 1850 et 1852[10] et secrétaire perpétuel de la Société de 1853 à 1893

### Le musée de la Princerie

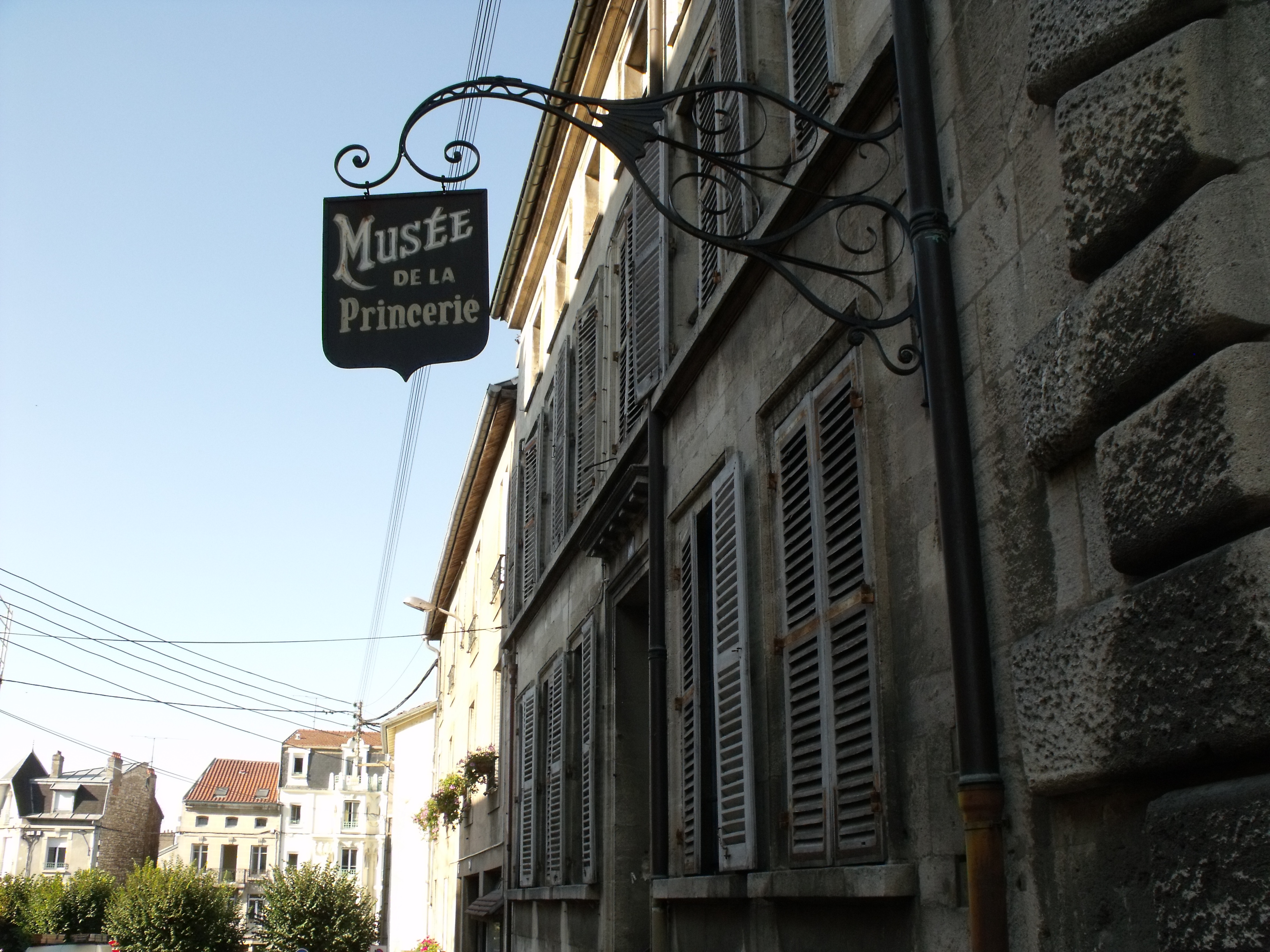
Le musée de la Princerie à Verdun

La Société philomathique de Verdun est à l'origine du musée municipal de la ville de Verdun, appelé aujourd'hui musée de la Princerie puisque logé à l'hôtel de la Princerie.
À la création de la Société philomathique, une des trois pièces dévolues à l'association est consacrée à la conservation. Les collections s'enrichissent au fil du temps par l'achat, les dons et les legs : histoire naturelle, archéologie, beaux-arts... 
Le musée déménage à la sous-préfecture, puis à l'hôtel de ville de Verdun en 1874. Le bâtiment est ravagé par un incendie en 1894 et les pertes sont considérables mais le musée rouvre ses portes au même endroit en 1905. En 1912, le musée est transféré au palais épiscopal de Verdun.
Lorsque la Première Guerre mondiale éclate, la majeure partie des collections sont évacuées à Bar-le-Duc, Vaucouleurs et dans le Puy-de-Dôme à Riom ville natale de Georges Leboyer, bibliothécaire de Verdun, qui sauva le patrimoine écrit de la ville en y envoyant la majeure partie des ouvrages.
Acheté par la ville en 1920, l'hôtel de la Princerie, partiellement détruit durant la Grande Guerre, est restauré et le musée y est définitivement installé en 1932.

### Échanges entre sociétés savantes
La Société philomathique de Verdun dispose de membres titulaires et de membres correspondants. 
Elle est aussi en rapport avec une foule d’autres sociétés savantes partout en France et à l’étranger. En 1884, par exemple, elle est en rapport dans une quarantaine de départements avec près de 80 sociétés comme l’Académie de Metz, la Société d’émulation de Montbéliard, la Société d’émulation du Doubs, l’Académie de Stanislas à Nancy, la Société philomatique vosgienne, l’Académie des sciences de l’Institut à Paris, la Société philomathique de Paris, la Société philotechnique de Paris, la Société des antiquaires de France, le Muséum d’histoire naturelle de Paris, etc. Neuf autres de ces sociétés correspondantes sont basées en Belgique, au Luxembourg et aux États-Unis avec la prestigieuse Smithsonian Institution à Washington.

## Les actions de la Société philomathique de Verdun

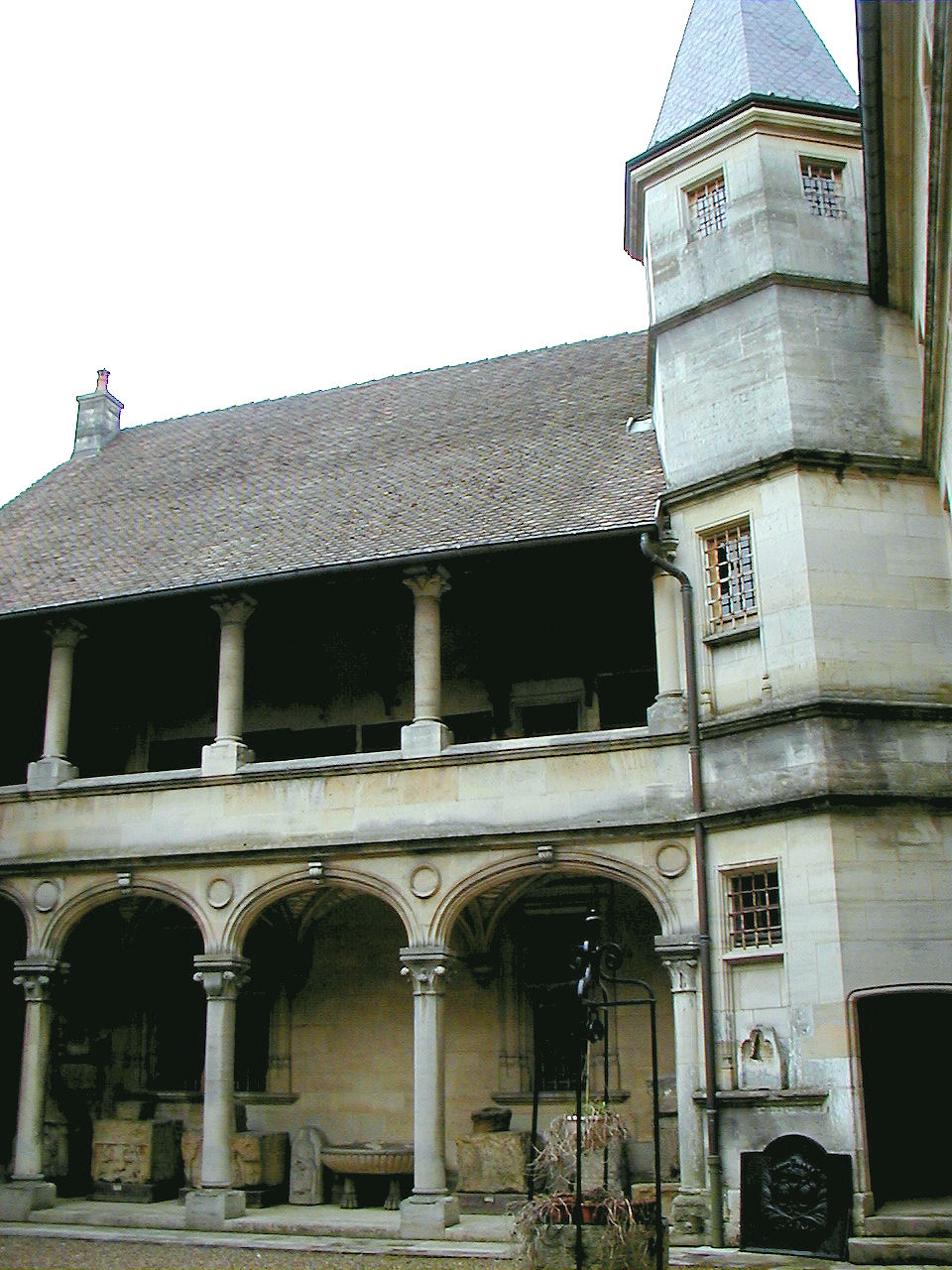
L'Hôtel de la Princerie, siège de la Société philomathique de Verdun.

La Société philomathique de Verdun propose une conférence d’un de ses membres ou d’un intervenant extérieur le 1er jeudi de chaque mois. Les conférences se tiennent à la salle Jeanne-d’Arc de Verdun. L’entrée est libre et gratuite. 
En 2016, Guillaume Goubet alors membre du conseil d'administration de la Société philomathique avait relancé le prix de l’élève méritant mis en place sous la première présidence de Marc Rochette, professeur d’histoire-géographie honoraire et président d’Honneur de la Société décédé en 2019. Cette remise de prix n'avait plus lieu depuis plusieurs années. 
L'attribution de ce prix est réalisé en partenariat avec les collèges et les lycées de l’agglomération du Grand Verdun. Les critères retenu sont l'implication, la motivation et le comportement. Le lauréat reçoit « Rues, canaux et ponts de Verdun », un livre édité en 2015 par l’association, la médaille de la Société philomathique de Verdun ainsi qu’un chèque.
En 2020, le Fonds Marc Rochette  a été créé et rassemble ses travaux et ses archives.
Lors des Journées du Patrimoine, les locaux de la Société philomathique sont ouverts au public qui est accueilli par des membres.
La bibliothèque de la Société philomathique qui rassemble des centaines d’ouvrages, peut également être ouverte aux chercheurs sur demande.

## Les publications
Il faut attendre 1840 pour voir publier le premier tome de ses Mémoires. Si la périodicité théorique est d’un tome tous les trois ans, la publication est plus aléatoire et montre en creux la vie et la vitalité de la Société philomathique. L’association publie en tout 19 tomes entre 1840 et 1936, soit environ un tous les 5 ans.
Les deux guerres mondiales mettent un coup d’arrêt aux activités de la Société qui reprend ses travaux à l’issue de chaque conflit.
En 1960, sous la présidence et l’impulsion de Jean Nicolle, qui est aussi le conservateur du Musée de la Princerie, la Société des naturalistes et archéologues du Nord de la Meuse, la Société des Lettres, Sciences et Arts de Bar-le-Duc et la Société philomathique de Verdun fusionnent leurs mémoires et publient ensemble le Bulletin des Sociétés Historiques et Archéologiques de la Meuse.
Sous l’impulsion de Madeleine Martin, alors secrétaire de la Société philomathique avec quelques membres, est conçu et édité en 2015 « Rues, canaux et ponts de Verdun ».

## Reconnaissance
La Société philomathique de Verdun est reconnue comme établissement d'intérêt public par le décret impérial de Napoléon III du 4 avril 1860.

## La Société philomathique aujourd'hui
Après le collège de Verdun, l’hôtel de ville ou le Palais épiscopal, les locaux de la Société philomathique de Verdun sont situés, depuis 1932, au 16 rue de la Belle-Vierge à Verdun, siège du Musée de la Princerie. Ce local renferme ses archives et sa bibliothèque.
En 2020, elle est forte d’environ 70 membres.
Les travaux de la Société philomathique ont pris une autre direction que celle définie au début de son histoire et traitent désormais presque exclusivement d’histoire générale et d’histoire locale.

## Armoiries
La conception et le dessin de ces armoiries ont été réalisés par Robert Louis, héraldiste et Dominique Lacorde, historien, membres du Comité Héraldique de Lorraine. Elles ont été adoptées le 4 février 2016.

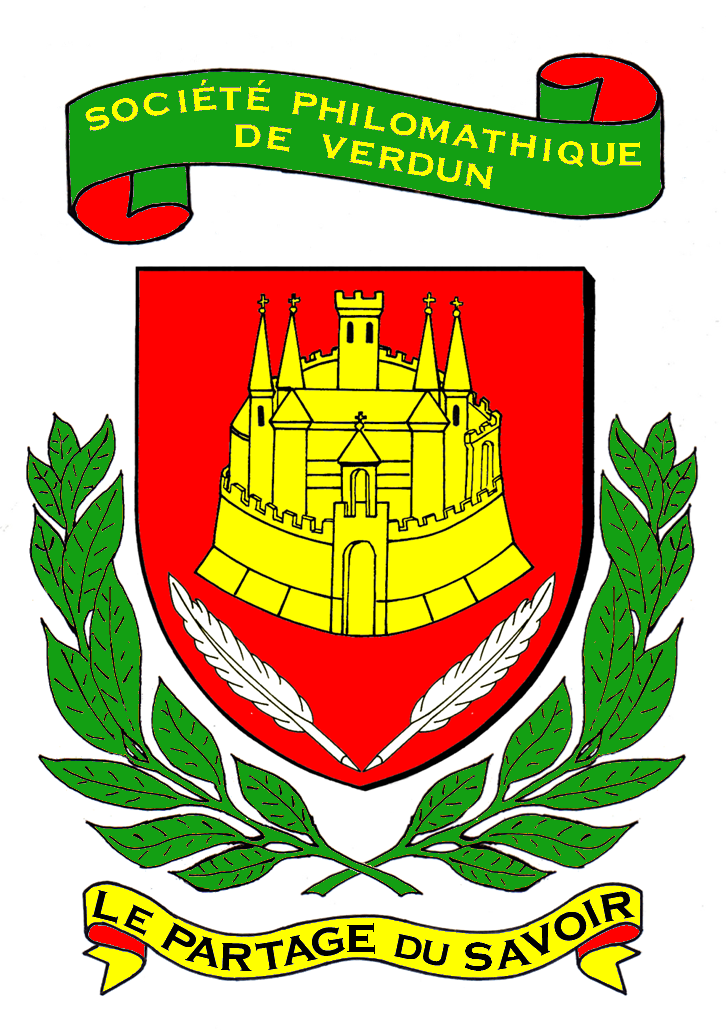
Les armoiries de la Société philomathique.

En langage héraldique, les armoiries de la Société philomathique de Verdun se lisent ainsi : 
« De gueules à deux plumes d’oie d’argent, posées en chevron renversé et appointées, surmontées d’une cathédrale avec quatre flèches, derrière laquelle s’élève un beffroi entouré de murailles, le tout d’or. Soutien de l’écu : deux rameaux de lauriers tigés et feuillés de sinople, passés en sautoir. Devise :« Le partage du savoir » en lettres de sable sur un listel d'or au revers de gueules. Cri de ralliement : Société philomathique de Verdun en lettres d’or sur un listel de sinople au revers de gueules. »
Ces armoiries sont la reprise du logo existant de la Société philomathique représentant les armoiries actuelles de la ville de Verdun. Les deux plumes, symboles de l’écriture, de la science et du savoir, sous-tendent la cathédrale, monument emblématique de la ville, et les remparts de Verdun, comme les rameaux de lauriers en ornement extérieur, démontrent le rayonnement de la Société. Philomathique signifie en effet : qui aime, qui cultive les sciences. La devise existante de la Société philomathique est : « Étude et amitié, le partage du savoir », elle a été réduite à « Le partage du savoir ». La couleur rouge, couleur de la Vierge Marie, évoque Notre-Dame de Verdun, sainte patronne protectrice de la ville. Le rouge peut rappeler également la sanglante bataille de Verdun et le symbole de la Paix voulue dorénavant par la ville. 

## Le bicentenaire de la Société
Sous l’impulsion de son président d’Honneur Marc Rochette et de Guillaume Goubet président élu en décembre 2018, qui lance concrètement le projet, la Société philomathique a activement préparé le bicentenaire de sa fondation fêté en 2022.
Une commission de 14 membres y a travaillé.
Dans le cadre du bicentenaire de sa création et sous l'impulsion de son président Guillaume Goubet, la Société philomathique de Verdun a réalisé la numérisation de l'ensemble de ses registres de délibérations, recouvrant plus de 6 600 pages, et les met à la disposition de la Bibliothèque nationale de France (BnF) qui effectue leur mise en ligne. Cette réalisation s'inscrit dans la tradition de partage du savoir de la Société.

### Une exposition temporaire
Une exposition temporaire, « Aux origines du musée de la Princerie : la Société philomathique de Verdun (1822-2022) » a été mise en place dans deux salles du musée de la Princerie. Elle a été visible jusqu’au 31 octobre 2022. L'exposition retraçait l’histoire de la Société et mettait en exergue les figures marquantes à travers des objets divers et variés ainsi que des documents ou des tableaux.

### Une journée d'étude
Elle s’est déroulée au Centre mondial de la paix de Verdun le samedi 1er octobre 2022 et était placée sous le haut-patronage d’Emmanuel Macron, Président de la République française.
Plusieurs conférences de professeurs de l’Université de Lorraine ainsi que de membres de la Société ont émaillé la journée. 
Trois thèmes ont été abordés : la Société philomathique dans son époque, la Société philomathique et ses membres et la Société philomathique et le patrimoine local divisés en plusieurs conférences :
- Hubert Lucas, fondateur de la Société philomathique de Verdun, homme passionné et discret : un portrait à dessiner par Claire Ben Lakhdar.

- Un lieu et des réseaux : sociabilités philomathiciennes au XIXe siècle par Cédric Spagnoli.

- Sociétés philomathiques et sociétés savantes dans la France contemporaine par le professeur Jean El Gammal.

- Les philomathiciens dans le Dictionnaire de la Lorraine savante par la professeure Isabelle Guyot-Bachy[29] et Jean-Christophe Blanchard[30], ingénieur de recherche au CRULH, le Centre Régional Universitaire Lorrain d'Histoire.

- « La séance est ouverte ! » Étude prosopographique des présidents de la Société philomathique de Verdun par Frédéric Plancard.

- Des soutanes parmi les redingotes : une réflexion sur la place et le rôle du clergé catholique au sein de la Société philomathique de Verdun par Nicolas Le Clerre.

- Le portrait du philomathicien verdunois : étude prosopographique d'un univers érudit, 1822-1955 par Wilson Quero.

- Notre-Dame et les philomathiciens : deux siècles d'histoire au service d'une cathédrale millénaire par le docteur Michaël George auteur d'une thèse d'histoire sur la Cathédrale Notre-Dame de Verdun[31].

- La Société philomathique et la création du premier musée de Verdun : d'un cabinet public d'histoire naturelle au musée de la Princerie, 1822-1932 par Marion Stef, directrice du musée de la Princerie de Verdun.

- La conclusion a été réalisée par le professeur Jean-Paul Amat[32], professeur émérite de l'Uuniversité Paris-Sorbonne.

### L’inauguration du buste d’Hubert Lucas
A l’issue de la journée d’étude, le buste en bronze d’Hubert Lucas (1799-1850), fondateur de la Société philomathique de Verdun a été inauguré dans les jardins du musée de la Princerie en présence de Samuel Hazard, maire de Verdun et président de la Communauté d'agglomération du Grand Verdun. 
Ce buste, réalisé par le sculpteur meusien Denis Mellinger d’après un portrait appartenant à la Société philomathique a été offert par l’association à la Communauté d'agglomération du Grand Verdun.

### Un livre
Un ouvrage intitulé : Deux siècles de partage du savoir, la Société philomathique de Verdun (1822-2022), a été publié chez Snoek et coédité avec le Grand Verdun et la Direction régionale des Affaires culturelles a vu le jour sous la plume de trois auteurs qui sont aussi membres de la Société philomathique de Verdun : Nicolas Le Clerre, Cédric Spagnoli et Pascale Vignol.
L’ouvrage comporte trois parties : l’envol d’une société savante (1822-1894), Survivre aux guerres mondiales (1894-1953) et En marche vers le monde moderne (1953-2022).

### Lauréate de l'Académie de Stanislas
Le 15 janvier 2023, lors de sa séance solennelle de remise des prix, l'Académie de Stanislas a remis son Grand Prix 2022 à la Société Philomathique de Verdun, couronnant ainsi les travaux de son bicentenaire. Guillaume Goubet, le président du bicentenaire, a reçu ce prix au nom de la Société philomathique. Il était accompagné d'une délégation de l'association.